# Акулінін Іван Григорович
Іван Григорович Акулінін (12 (24) січня 1880, Російська імперія, с. Урлядінське Оренбурзького козачого Війська — †26 листопада 1944, Франція, Париж) — російський воєначальник, генерал-майор.
Учасник Російсько-японської, Першої світової і Громадянської воєн. Учасник Білого руху.

## Життєпис
Оренбургский козак. Народився в 1880 в п. Урлядінський, станиці Карагайськый, Оренбурзького козачого війська.
Закінчив Верхньоуральське міське училище. У 1900 вступив на військову службу добровольцем, потім вступив до Оренбурзького козачого юнкерського училища, після закінчення якого в 1903 в чині хорунжого отримав призначення в 2-й Оренбурзький козачий полк.

## Участь в Російсько-японській війні
Брав участь у війні в складі 4-го Сибірського козачого полку. У 1905 був призначений ад'ютантом 14-го Оренбурзького козачого полку. У 1906 був переведений в 2-у Оренбурзьку сотню Лейб-Гвардії Зведено-козачого полку підосавулом.

## Навчання в Академії
У 1913 закінчив Академію Генерального штабу по 1-му розряду, з зарахуванням до Генерального штабу. Після випуску з академії наказом по ГШ № 36 за 1913 був прикомандирований до офіцерської кавалерійської школи на 2 роки, для вивчення технічної сторони кавалерійської служби. Вже в той період Акулінін почав займатися науково-дослідною роботою з історії Оренбурзького козачого війська.

## Участь у Першій світовій війні
Почав Першу світову війну старшим ад'ютантом штабу 3-ї Донської козачої дивізії. Був нагороджений Георгіївською зброєю, а за бої поблизу Сандеци був удостоєний ордена Святого Георгія 4-го ступеня. Після боїв у Сандеци був евакуюваний на Кавказ для лікування, звідки був викликаний на службу в Головне управління Генерального штабу, де служив до 1916.
З кінця 1915 викладав тактику у Володимирському військовому училищі і Пажеському корпусі. Був членом георгіївської думи. Брав участь в міжспілковій конференції Антанти, отримав французький Орден Почесного легіону та чин полковника.

## Участь у громадянській війні
Після захоплення влади в країні більшовиками перебрався з Петрограда в область Оренбурзького козачого Війська і був там обраний депутатом, а незабаром став заступником військового отамана О. І. Дутова в військовому уряді. У серпні 1918 очолював військову організацію Оренбурзького козачого війська на попередній Державній нараді в Челябінську представників державних утворень Сходу Росії.
1 жовтня 1918 «за заслуги перед Батьківщиною і військом» отримав звання генерал-майора, що згодом було підтверджено наказом Верховного головнокомандувача військ Директорії генерала В. Г. Болдирєва від 4 жовтня 1918. З 19 жовтня 1918 по 19 лютого 1919 обіймав посаду головного начальника Оренбурзького військового округу. З 21 лютого по 17 червня 1919 командував 2-м Оренбурзьким козачим корпусом Окремої Оренбурзької армії.
Служив з 17 червня по 11 липня 1919 начальником штабу похідного отамана всіх козацьких військ О. І. Дутова. Пізніше командував 1-м Оренбурзьким козачим корпусом у складі Південної армії. Після початку наступу Червоної армії, на відміну від Дутова, що йшов на південний схід, вирішив відходити з боєздатними і стійкими залишками частин корпусу (приблизно 2000 чоловік), в область Уральського козачого війська і приєднався до окремої Уральської армії, де і служив з 11 липня по 11 листопада 1919.
В кінці листопада оренбурзькі козаки на чолі з Акулініним евакуювалися в армію генерала Денікіна на Кавказ, де Акулінін представляв оренбуржців на Верховному козацькому окрузі на початку 1920.
Після відступу ЗСПР і Новоросійської евакуації, в березні 1920 оренбурзькі козаки на чолі з Акулініним пішли в Грузію і були згодом перевезені в Російську Армію в Крим до генерала Врангеля, де і продовжували боротьбу аж до евакуації армії Врангеля з Криму в листопаді 1920.

## Еміграція
Акулінін евакуювався з Криму разом з частинами Російської армії в кінці листопада 1920 на французькому транспорті для перевезення вугілля «Сцегед» абсолютно непридатному для перевезення людей. На нього було завантажено 2 475 біженців. Евакуація пройшла в дуже важких умовах, перш за все через тісноту, велику скупченість, паразитів і відсутність світла. 29 листопада 1920 «Сцегед» прибув в порт Дубровник Королівства Сербів, Хорватів і Словенців, після невеликого карантину, висадка російських біженців була закінчена до ранку 6 грудня.
Після нетривалого перебування в Дубровнику, Акулінін перебрався до Белграда, де вступив у белградську спільноту російських офіцерів Генерального штабу. 25 грудня 1921 виступив перед членами спільноти з доповіддю на тему «Радянська Росія в кінці 1921», в якій зазначив, що "завдання всіх антибільшовицьких сил — і зокрема завдання офіцерів Генерального штабу — всіма силами і засобами сприяти прискоренню падіння комуністичної влади ". Врешті-решт він влаштувався на роботу в Державну комісію.
У Белграді Акулінін впритул стикнувся з проблемами козачої еміграції. Він надавав допомогу колишнім товаришам по службі — учасникам антибільшовицької боротьби в рядах Оренбурзької армії, видаючи їм посвідчення про політичну благонадійність. Ці папери, в обстановці підозрілості, характерною для білої еміграції (і багато в чому виправданою), мали дуже важливе значення для їх працевлаштування та залучення в громадське життя.
Коли 6 лютого 1921 в Суйдін, (Китай) був убитий отаман Оренбурзького козачого війська генерал-лейтенант Дутов, виникла проблема збереження наступності отаманської влади. Заступником отамана, з 1 березня став генерал Анісімов, обраний на цей пост організаційними зборами оренбурзьких козаків в Харбіні. Він мав у своєму розпорядженні значні грошові суми (понад 100 000 золотих рублів), отриманими від отамана Семенова на підтримку оренбуржців в Китаї, що й стало однією з основних причин обрання Анісімова на отаманський пост. Пізніше, вже після падіння Білого Примор'я, стало відомо, що Анісімов розтратив всі наявні в його розпорядженні капітали. Йому негайно було висловлено недовіру, а військовим отаманом оренбурзьких козаків за кордоном, був обраний Акулінін.
У наказі по Оренбурзькому козачому війську від 6 травня 1923, виданому в Харбіні, було зазначено: «Організаційні збори Оренбурзьких козаків, протоколом від 16 лютого 1923 постановило: генерала Анісімова позбавити повноважень заступника Військового отамана і обрати військовим отаманом зарубіжних оренбурзьких козаків Генерального штабу генерала Івана Григоровича Акулініна, що знаходиться в Західній Європі …».
Про своє обрання отаманом Акулінін дізнався тільки в червні 1923. У 1923 році він переїхав до Берліна, де оселився в пансіоні Гюнтера (Pension Günther). Будучи з 1923 представником Східного козачого союзу (Харбін) в Західній Європі, він вів листування з великим князем Миколою Миколайовичем, Донським отаманом Богаєвським, головою Об'єднаної ради Дону, Кубані і Терека, і іншими видатними діячами Російського зарубіжжя.
Приблизно в кінці 1924 — початку 1925 Акулінін переїхав до Парижа, (Франція). У 1930-1931 Акулінін був головою Ради старшин Козацького клубу в Парижі, деякий час був головою Козачого союзу, став одним із засновників газети «Відродження», працював редактором козачого відділу в журналі «Вартовий», а також співпрацював з іншими емігрантськими періодичними виданнями. Зібрав солідний архів з історії Оренбурзького козацтва. Вступив в масонську ложу в Парижі. Написав спогади про Громадянську війну.
Помер в Парижі 26 листопада 1944 і був похований на цвинтарі Сент-Женев'єв де Буа.

## Нагороди
- Орден Святої Анни 4 ступеня «За хоробрість» (1904).
- Орден Святого Станіслава 3 ступеня з мечами і бантом (1904).
- Орден Святої Анни 3 ступеня з мечами і бантом (1904).
- Орден Святої Анни 2 ступеня з мечами (1905).
- Орден Святого Володимира 4 ступеня з мечами і бантом (1905).
- Орден Святого Георгія 4-го ступеня (1916).
- Золота Георгієвська зброя «За хоробрість» (1915).

## Твори
- «Уральське козаче військо в боротьбі з більшовиками» (1927).
- «Оренбурзьке козацьке військо в боротьбі з більшовиками» (1933).
- «Довідка з історії Оренбурзького козачого війська» (1937).